# Центропагиды
Центропагиды (лат. Centropagidae) — семейство ракообразных из отряда каляноид (Calanoida).

## Описание
Граница двух последних сегментов груди слабо выражена. Брюшко самки состоит из трёх члеников, у самца из 4-5 члеников.

## Биология
Обитают в морях, устьях рек, пресноводных и солёных континентальных водоёмах. Последняя пара конечностей самок состоит из двух ветвей, а второй членик наружной ветви (экзоподита) с внутренней стороны имеет шиповидный вырост. У самца последняя пара конечностей не симметрична: эндоподиты левой ноги меньше, чем правой. У самцов правая антеннула хватательная.

## Классификация
В состав семейства включают 110 видов из 13-14 родов.
- Boeckella Guerne & Richard, 1889
- Calamoecia Brady, 1906
- Centropages Krøyer, 1849
- Dussartopages Huys, 2009
- Gippslandia Bayly & Arnott, 1969
- Gladioferens Henry, 1919
- Guernella Giesbrecht in Giesbrecht & Schmeil, 1898
- Hemiboeckella Sars G.O., 1912
- Isias Boeck, 1865
- Karukinka Menu-Marque, 2003
- Limnocalanus Sars G.O., 1863
- Neoboeckella Bayly, 1992
- Osphranticum Forbes, 1882
- Parabroteas Mrázek, 1901

## Распространение
Субкосмополитическое семейство, отсутствует только Афротропической области